# 원당야구장
원당야구장(Wondang Baseball Stadium)은 대한민국 경기도 고양시 일산동구 설문동에 위치한 우리투자증권의 연수원인 우리인재원 내의 야구장이다. 하이닉스 야구장으로 불리기도 한다. 현대 유니콘스와 넥센 히어로즈가 1998년부터 2009년까지 2군 홈 구장 및 구단 전용 훈련장으로 사용했다. 현재는 사회인 야구 리그를 관장하고 체육 시설을 관리하는 기업인 우리리그가 원당야구장을 위탁 관리하고 있다.
과거에는 현대자동차 고양 연수원 내에 있었으나, 2008년에 매각되어 우리투자증권의 연수원인 우리인재원 내에 있다.
전자 점수판이 설치되어 있는 곳이다. 주 경기장에 조명 시설이 설치되어 있지 않았었으나, 2011년 원당야구장을 위탁 관리하고 있는 우리리그(구 코코스리그)가 조명 시설을 설치하였다.
현대 유니콘스가 해체된 이후 넥센 히어로즈가 임차하여 계속 사용하다가 채권단이 원당야구장 부지를 매각하게 되어 현재는 우리투자증권의 연수원으로 사용 중이다. 2010년 2월 16일 시즌 전 넥센 히어로즈가 강진 베이스볼 파크로 2군 훈련장을 이전하면서 더 이상 프로 2군 구장으로 사용하지 않고 있다. 그래서 2010년부터는 사회인 야구 리그가 열리고 있다.
2011년 당시 창단 준비 중이던 고양 원더스가 야구장과 숙소를 1년에 5억원을 지불하고 사용하기로 합의했지만, 원당야구장 측이 마지막에 계약을 파기했다.